# Sigge Lilliehöök
Johan Sigge Lilliehöök af Fårdala, född 28 juli 1913 i Göteborg, död 6 januari 2004, var en svensk diplomat.

## Biografi
Lilliehöök var son till generalkonsul Johan Lilliehöök och Tyra Björck. Han tog studentexamen 1932 och juris kandidatexamen i Stockholm 1940. Lilliehöök gjorde tingstjänstgöring 1940–1943 innan han blev attaché vid Utrikesdepartementet (UD) 1943. Han tjänstgjorde i Oslo 1943, vid UD 1945 och var vicekonsul i London 1948. Lilliehöök var andre legationssekreterare i Ottawa 1950, andre sekreterare vid UD 1954, förste sekreterare 1955, förste ambassadsekreterare i Bryssel 1957 och ambassadråd där 1959. Han var ambassadråd i Tokyo 1961–1964, i Bonn 1964–1969 och hade ministers ställning 1965. Lilliehöök var ambassadör i Budapest 1969–1973, generalkonsul i Hamburg 1973–1978 och ambassadör i Prag 1978–1979. Han var ombud vid handelsförhandlingar med olika europeiska länder 1954–1957.
Lilliehöök gifte sig 1943 med Caroline Printzsköld (1920–1971), dotter till kammarherren Carl Printzsköld och Ingrid Melander. Han trolovade sig 1979 med Sabine Freiin von Hammerstein-Loxten. Han var far till Johan Lilliehöök (1945–2023), Anders Lilliehöök (född 1947) och Axel Lilliehöök (född 1959).

## Utmärkelser
Lilliehööks utmärkelser:
- Kommendör av Nordstjärneorden, 3 december 1974.[5]

- Kommendör av 1. klass av  Belgiska Leopold II:s orden (KBLeopII:sO1kl)
- Riddare av Finlands Vita Ros’ orden (RFinlVRO)
- Riddare av Norska Sankt Olavs orden (RNS:tOO)
- Officer av Nederländska Oranien-Nassauorden (OffNedONO)